# Mars One
Mars One (рус. Марс-один) — нереализовавшийся авантюрный частный проект, руководимый Басом Лансдорпом и предполагавший полёт на Марс с последующим основанием колонии на его поверхности и трансляцией всего происходящего по телевидению.
Организационно проект состоял из двух юридически независимых организаций: некоммерческой Mars One Foundation, отвечающей за реализацию проекта и коммерческой швейцарской компании Mars One Ventures AG, которой были переданы все права на телетрансляции и символику Mars One, и доходы которой должны были финансировать проект. 15 января 2019 Mars One Ventures AG в судебном порядке была признана банкротом и ликвидирована. Хотя решение суда формально не затронуло Mars One Foundation, закрытие Mars One Ventures оставило проект без источников финансирования.
По заявлению самой организации она не является аэрокосмической компанией и все работы по разработке, производству и запуску космических аппаратов будут переданы субподрядчикам. Штат компании составляет 8 человек.
График работ, техническая и финансовая осуществимость проекта, а также этичность действий его основателей неоднократно ставились под сомнение учёными и специалистами аэрокосмической отрасли.

## История проекта
Все этапы проекта, которые планировалось и планируется реализовать на протяжении 2011—2029 годов, описаны на официальном сайте Mars One. Каждый из этапов миссии, начиная с четвертого, дважды переносился на 2 года вперед.

### Реализованные этапы
- 2011 — старт проекта, проведение дискуссионных встреч с потенциальными поставщиками аэрокосмических компонентов в США, Канаде, Италии и Великобритании;
- 2013 — начало международного отбора астронавтов.

### Банкротство
15 января 2019 года суд швейцарского кантона Базель-Штадт признал банкротом компанию Mars One Ventures AG и отдал судебное распоряжение о ее ликвидации. Основатель компании Бас Лансдорп, подтвердил это сообщение и заявил, что ведет переговоры с властями и инвестором для поиска решения, но не раскрыл каких-либо деталей. Ликвидация компании ставит под вопрос дальнейшее финансирование проекта.

### Текущий и предстоящие этапы
- 2020 (ранее 2016/2018) — предполагалось запустить демонстрационную миссию: посадочный модуль для проверки солнечных батарей, технологии извлечения воды из марсианского грунта, а также запуск коммуникационного спутника, который 24 часа в сутки, 7 дней в неделю передавал бы изображения, видео и другие данные с поверхности Марса. И провести эксперимент с выращиванием на поверхности Марса, в специальных защитных контейнерах, резуховидки Таля из семян[16];
- 2022 (ранее 2018/2020) — запуск второго спутника связи на орбиту вокруг Солнца (точка L5, для обеспечения бесперебойного потока), оборудования для строительства колонии и беспилотного марсохода с прицепом, который выберет лучшее место для поселения и подготовит поверхность Марса для прибытия груза и размещения солнечных панелей;
- 2024 (ранее 2020/2022) — будет запущено 6 грузов: 2 жилых блока, 2 блока с системами жизнеобеспечения, 2 грузовых/складских блока;
- 2025 (ранее 2021/2023) — грузы совершат посадку на Марс рядом с марсоходом, он начинает готовить базу для прибытия людей: доставляет блоки на выбранное место, активирует системы энергопитания и жизнеобеспечения, создающие запасы воды (3000 литров) и кислорода (120 кг);
- 2026 (ранее 2022/2024) — на орбиту Земли будут отправлены: транзитный модуль, корабль MarsLander (посадочный модуль) со «сборочным» экипажем на борту и 2 разгонных ступени. Затем первая четвёрка миссии сменяет «сборочный» экипаж и, после последней проверки системы на Марсе и транзитного модуля, состоится запуск первого пилотируемого корабля на Марс с экипажем из 4 человек. Одновременно отправляется груз для обеспечения жизни второго экипажа;
- 2027 (ранее 2023/2025) — первый экипаж в посадочном модуле высаживается на Марсе (транзитный останется летать по орбите вокруг Солнца). После восстановления и акклиматизации «поселенцы» установят дополнительные солнечные панели, соберут все модули, включая 2 жилых блока и 2 системы жизнеобеспечения для второго экипажа, в единую марсианскую базу и начнут обживать свой новый инопланетный дом;
- 2028 (ранее 2024/2026) — запуск пилотируемого корабля на Марс со вторым экипажем из 4 человек;
- 2029 (ранее 2025/2027) — высадка второй группы людей из 4 человек, новые модули, вездеходы и оборудование. И так каждые два года.
- 2035 (ранее 2031/2033) — население колонии по прогнозам должно достигнуть 20 человек[14][17].

## Отбор колонистов
В 2013 году Mars One начали отбор будущих астронавтов, которые будут обучаться необходимым навыкам, будут проходить тесты на длительное нахождение в закрытом пространстве в симуляторах ракеты и колонии. В состав группы астронавтов обязательно будут входить оба пола. Минимальный возраст для подачи заявления на участие — 18 лет, максимальный — 65 лет; подать заявление могут граждане любых стран. Приоритет имеют высокообразованные, умные, здоровые люди с научно-техническим образованием. Заявки на участие начали приниматься в первом квартале 2013 года. Процедура подачи заявки является бесплатной, однако, для подтверждения серьёзности намерений кандидата необходимо внести пожертвование в размере до 40 долларов США, в зависимости от государства, в котором живёт человек. В июне 2013 на сайте проекта зарегистрировалось более 85 тысяч человек со всей Земли, выразив таким образом своё желание полететь на Марс, многие из них подали заявление на участие в отборе; в августе число желающих превысило 100 тыс. человек, а позднее составило более 165 тыс.. Окончание первого этапа отбора планировалось на конец августа 2013 года. Затем, как заявляют на официальном сайте проекта, будут проведены локальные встречи с участниками, в их государствах. Окончательное решение о том, кто полетит на Марс, и о том, кто будет первым человеком, ступившим на Марс, оставлено зрителям.

### Первый тур
10 сентября 2013 года руководители проекта Mars One сообщили о завершении первого тура сбора заявок на участие в опыте по колонизации Марса. За пять месяцев желание принять участие в миссии «невозвращенцев» выразили 202 586 человек из 140 стран мира.
Больше всего заявок поступило из США — 24 %. На втором месте находится Индия с 10 % от общего числа запросов, далее следуют: Китай (6 %), Бразилия (5 %), Великобритания (4 %), Канада (4 %), Россия (4 %), Мексика (4 %), Филиппины (2 %), Испания (2 %), Колумбия (2 %), Аргентина (2 %), Австралия (1 %), Франция (1 %), Турция (1 %), Чили (1 %), Украина (1 %), Перу (1 %), Германия (1 %), Италия (1 %) и Польша (1 %).
Из общего количества кандидатов отборочный комитет Mars One отберёт потенциальных поселенцев. Прошедшие первый тур получили уведомления об этом в январе 2014 года. В ближайшие два года будет проведено еще три дополнительных отборочных тура, и к 2015 году планируется отобрать 6-10 групп по четыре человека.
По результатам первого тура было отобрано 1058 (из более чем 200 000) человек из 107 стран. В том числе жители США — 297 человек, Канады — 75, Индии — 62, России — 52 человека. Из Польши первый этап отбора прошли 13 человек, из Украины 10, из Белоруссии 5 (трое мужчин и две женщины), из Литвы два, а из Латвии один.

### Второй тур
Распределение 1058 отобранных кандидатов для второго тура в соответствии с академической степенью
 Бакалавры (33 %) Магистры (15 %) PhD (8 %) Младшие специалисты (3 %) Медики (3 %) Юристы (1 %) Другие (37 %)

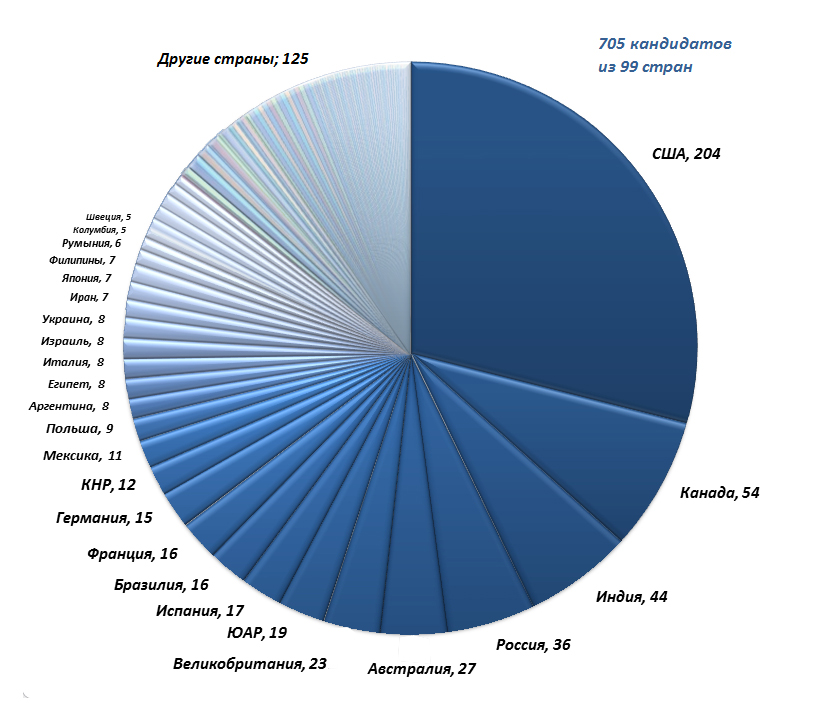
Второй тур отбора кандидатов проекта Mars One. Статистика по странам.

30 декабря 2013 года Mars One анонсировал второй тур программы отбора космонавтов. Кандидаты, прошедшие во второй тур, прошли комплексное медицинское обследование и представили результаты отборочной комиссии Mars One до 8 марта 2014.По результатам медицинского обследования из 1058 человек осталось 705 — из 99 стран. Из оставшихся кандидатов больше всего — жителей США — 204 человека, Канады — 54, Индии — 44, России — 36, Австралии — 27, Великобритании — 23. По уровню образования: 23 человека — младшие специалисты, 9 — юристы, 12 — медики, 253 — не имеют научной степени, 229 — бакалавры, 114 — магистры и 65 — кандидаты наук.
Также Mars One начинает работу по моделированию марсианской базы для будущих колонистов. Руководителем проекта назначен Кристиан фон Бенгтсон.

### Третий тур
15 февраля 2015 года Mars One объявил кандидатов, прошедших в третий отборочный тур. Отбор производился по результатам персональных онлайн-собеседований с 660 кандидатами-участниками второго тура. Собеседования проводил д-р Норберт Крафт, главный врач проекта. В ходе этих интервью потенциальные участники проекта должны были продемонстрировать командный дух, мотивацию для участия в экспедиции, которая полностью изменит их жизнь, а также понимание рисков, которые они берут на себя. «Нас впечатлило, насколько сильны были кандидаты, участвовавшие в собеседованиях; это сильно затрудняло отбор», — заявил д-р Крафт. В числе кандидатов мужчины и женщины представлены поровну. Среди вышедших в третий тур больше всего (33 человека) жителей США, на втором месте — Австралия (7 человек), третье-пятое места делят Россия, Великобритания и Южная Африка (по 5 человек). Четырьмя кандидатами представлена Канада, тремя — Индия и Польша, двумя — Германия, Иран, Испания, Китай, Филиппины и Япония, по одному кандидату из Австрии, Бельгии, Боливии, Бразилии, Вьетнама, Дании, Египта, Ирака, Ирландии, Италии, Нигерии, Новой Зеландии, Норвегии, Пакистана, Румынии, Сербии, Словении, Украины, Франции, Хорватии, Чехии и Швейцарии. Всего в числе кандидатов 39 человек из Америки, 31 из Европы, 15 из Азии, 8 из Океании и 7 из Африки.

### Четвёртый тур
Четвёртый тур станет последним. Он будет транслироваться по всему миру. Отборочная комиссия сформирует международные группы по 4 человека в каждой. Они должны показать свою способность жить и работать вместе в трудных условиях. Эти группы получат свой первый короткий тренинг в условиях, близких к марсианским.
По окончании первой отборочной серии до 6 групп по 4 человека войдут в штат отрядов астронавтов Mars One, после чего они будут готовиться к миссии. Целые команды и отдельные лица могут быть отстранены от миссии, если они покажут свою непригодность.

### Техническая подготовка
Астронавты должны будут изучить навыки и получить знания в самых разных дисциплинах.
- 2 астронавта должны быть специалистами в области использования и ремонта всего оборудования, чтобы быть в состоянии выявлять и решать технические проблемы.
- 2 астронавта получат обширную медицинскую подготовку, чтобы иметь возможность лечить как незначительные, так и серьезные проблемы со здоровьем, в том числе оказания первой помощи и использования медицинского оборудования, которое будет доставлено вместе с ними на Марс. Их обучение и подготовка займет все время между включением их в программу и отправкой на Марс.
- 1 человек будет тренироваться для исследования геологии Марса.
- еще 1 получит опыт в экзобиологии, поиске жизни за пределами Земли и изучении влияния внеземной среды на живые организмы.
- Другие специальности, такие как физиотерапия, психология и электроника, будут общими для всех астронавтов в каждой из начальных групп.

### Персональный тренинг
Способность справляться с трудностями условий жизни на Марсе станет важным критерием отбора. Выбор астронавтов изначально будет зависеть от физической возможности справляться с ними. Также они пройдут обучение для наиболее эффективной адаптации к ним.

## Полёт к Марсу

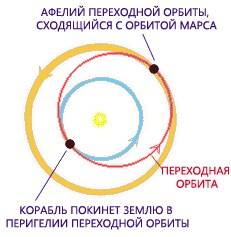
Полёт к Марсу: гомановская траектория.

Подходящие сроки запусков к Марсу ограничены наиболее благоприятным взаимным расположением планет, и будут осуществляться по гомановской орбите. Стартовое окно открывается каждые 2 года.
Полёт пилотируемого корабля к Марсу займёт около 7 месяцев (~210 дней), для минимизации воздействия космического излучения на организмы членов экипажа. Грузовые миссии могут длиться дольше для экономии топлива.

## Посадочный модуль
В начале 2014 г. Mars One начала подготовку посадочного модуля, который отправится на Марс в рамках первого этапа первой частной миссии. И для реализации первого этапа всей программы компания Mars One привлекла известную компанию Lockheed Martin в качестве партнера по созданию первого опытного образца посадочного модуля, который отправится к Марсу в 2020 году.
Базой посадочного модуля Mars One станет посадочный модуль NASA Phoenix, который совершил посадку на Марс в 2008 году и был разработан и изготовлен компанией Lockheed Martin. Правда, состав научного оборудования модуля Mars One будет существенно отличаться от состава оборудования модуля Phoenix, и для модуля Mars One потребуется большее количество энергии. Это станет причиной того, что солнечные батареи нового модуля будут иметь большую площадь и несколько другую форму, нежели батареи модуля-предшественника.

## Связь
Связь планируется осуществлять при помощи спутников, расположенных на орбите вокруг Солнца, Марса и Земли. Минимальное расстояние от Земли до Марса — 55 миллионов километров, максимальное — 400 миллионов километров, когда Марс не скрыт от Земли Солнцем. Скорость сигнала связи равна скорости света, минимальное время до прибытия сигнала — 3 минуты, максимальное — 22. Когда Марс скрыт от Земли Солнцем, связь без ретрансляционных промежуточных спутников невозможна. Будут доступны текстовые, аудио- и видеосообщения. Пользование Интернетом ограничено ввиду длительной задержки сигнала, однако предполагается наличие у колонистов сервера с презагруженными данными, которые они могут в любое время просматривать и которые должны временами синхронизироваться с земными. Жизнь колонистов будет транслироваться на Землю круглые сутки.

## Спонсоры
Спонсорами проекта являются:

| - Adknowledge (цифровая рекламная компания США) - Aleph Objects (американский разработчик и производитель 3D-принтеров быстрого прототипирования) - Baluw Research (голландская фирма исследования рынка) - Byte Internet (голландский интернет-провайдер) - Dejan SEO (австралийская компания поисковой оптимизации) - Great Communicators (обучение речи) - Intrepid Research & Development (инжиниринговая компания США) - KIVI NIRIA (Королевский инженерный институт в Нидерландах) - Kliniek Amstelveen (голландский медицинский сервис) - MakeAmsterdam (графический дизайн и брендинг) - MeetIn (голландская консалтинговая компания) | - Mind Power Hungary (венгерская фирма языковых переводов) - Mpress Books (британская издательская фирма) - New-Energy.tv (голландская веб-станция) - Regus (транснациональная компания бизнеса и административно-хозяйственного управления) - Rockstart Accelerator - Space Dream Studios (космическое программное обеспечение и игры) - Trans Space Travels (немецкий фонд) - VBC Notarissen (голландская юридическая фирма) - Verkkokauppa.com (один из крупнейших ретейлеров потребительской электроники Финляндии) - Джеральд В. Дриггерс (автор «Хроник Земли-Марса») |

За время со старта проекта до марта 2015 года проект привлёк около 800 тысяч долларов инвестиций и пожертвований, из них около 300 тысяч — из США.

## Поставщики
Представители Mars One посетили следующих производителей космического оборудования и материалов. С двумя из них — Paragon Space Development и Lockheed Martin были заключены контракты, суть и детали которых не опубликованы:
- Paragon Space Development (англ.) (разработка концептов жизнеобеспечения и скафандров)
- Space Exploration Technologies (производство ракет-носителей и космических кораблей)
- ILC Dover (англ.) (разработка обеспечения для космических программ)
- MDA Corporation (англ.) (мировой поставщик информационных систем для космических аппаратов)
- Astrobotic Technology (англ.) (космическая робототехника и межпланетные миссии)
- Thales Alenia Space (англ.) (инновационные космические системы)
- Surrey Satellite Technology[43] (англ.) (мировой лидер в создании малых спутников)
- Lockheed Martin[44] (крупнейшее предприятие ВПК в мире, специализация: авиакосмическая техника)

## Радиация и облучение колонистов

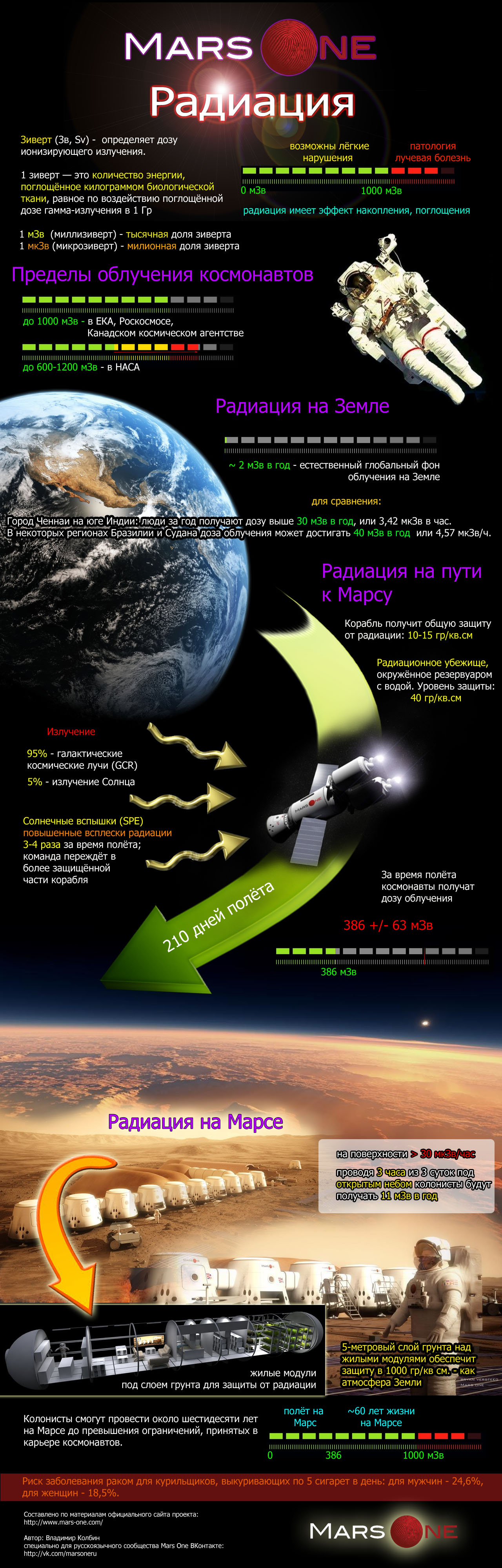
Инфографика по проекту Mars One, иллюстрирующая уровни радиации для колонистов Марса.

Данные, полученные аппаратурой на борту транзитной капсулы, доставившей марсоход Curiosity, показали, что радиоактивное облучение для миссии постоянного поселения будет находиться в пределах установленных границ, принятых космическими агентствами.

### Радиация на пути к Марсу
В исследованиях, опубликованных в журнале Science в мае 2013, подсчитано, что радиоактивное облучение за 360-дневный полёт туда и обратно составляет 662 ± 108 миллизивертов (мЗв) — как измерения детектором радиоактивной экспертизы (RAD) (англ.). Исследования показывают, что 95 % радиации, принятой прибором RAD приходится на галактические космические лучи, от которых трудно защититься без использования непозволительно большой экранирующей массы.
В 210-дневном путешествии поселенцы Mars One получат дозу радиации, равную 386 ± 63 мЗв, учитывая за стандарт самые свежие данные измерений. Облучение будет ниже верхней границы принятых норм в карьере космонавтов: в Европейском, Российском и Канадском Космических Агентствах предел составляет 1000 мЗв, в НАСА — 600—1200 мЗв, в зависимости от пола и возраста.

#### Радиационное убежище в марсианской транзитной капсуле
На пути к Марсу команда будет защищена от солнечных частиц конструкцией космического корабля. Экипаж получит общую экранирующую защиту в 10-15 г/см² для всего корабля в течение всего полёта. В случае солнечных вспышек или всплесков солнечной радиации (англ.) этого экранирования будет недостаточно, и космонавты, получив сигнал от бортового дозиметрического контроля и системы тревожного оповещения, будут пережидать в более защищённой части корабля. Выделенное радиационное убежище будет окружено резервуаром с водой, что обеспечит дополнительную защиту на уровне 40 г/см². Космонавтам следует ожидать всплески солнечной радиации в среднем 1 раз в 2 месяца — всего около 3 или 4 за всё время полёта, при этом каждый из них обычно длится не больше пары дней.

### Радиация на Марсе
Марсианская поверхность получает больше радиации, чем земная, но и там радиация также в значительной мере блокируется. Радиоактивное облучение на поверхности — 30 мкЗв (микрозивертов) в час в период солнечного минимума, во время солнечного максимума доза эквивалентного облучения понизится на фактор два.
Если поселенцы станут проводить около трёх часов из 3 суток на поверхности Марса вне жилого комплекса, их собственное облучение составит 11 мЗв в год. Жилые модули Mars One будут покрыты несколькими метрами почвы, что обеспечит надёжную защиту даже от галактического космического излучения. 5 метров грунта обеспечат защиту, идентичную земной атмосфере и эквивалентную экранированию 1000 г/см².
С помощью системы прогнозирования в убежище в жилых модулях можно будет избегать всплесков солнечной радиации.

### Суммарное облучение
210-дневный полёт приведёт к облучению в 386 ± 63 мЗв. На поверхности колонисты будут получать дозу радиации в 11 мЗв в год — в ходе их деятельности «под открытым небом». Это означает, что поселенцы смогут провести около шестидесяти лет на Марсе до превышения ограничений, принятых в ЕКА в их карьере космонавтов.

## Критика
Выражаются сомнения как в технической реализуемости проекта, так и в его финансовой организации.
В середине марта 2015 года, один из 100 финалистов, ирландский физик Джозеф Рош, дал интервью, в котором разоблачает финансовую и организационную несостоятельность проекта.
В частности он сообщил, что организаторы проекта надеются получить финансовые средства от самих кандидатов на колонизацию Красной планеты: «Проходя процедуру отбора, вы получаете очки, но единственный способ набрать их — за счёт покупки товаров под маркой Mars One или жертвуя деньги фонду… В феврале финалисты получили список советов и рекомендаций по общению с прессой. Там говорится: „Если вам предложили гонорар за интервью, мы просим пожертвовать 75 процентов от него Mars One“».
Однако гораздо больше учёного встревожила крайне небрежная процедура отбора и тестирования будущих покорителей Марса. Вместо многочасового личного интервью и прохождения психологических и психометрических тестов главный медицинский специалист проекта поговорил с Рошем десять минут по Skype, задавая общие вопросы по тексту о Марсе, розданному месяц назад. «Любительское видео, небрежно заполненный бланк заявки, короткое интервью по Skype — вот и вся информация, которую они собрали», — сказал он.
В документальном фильме российского производства «Обретение Марса» руководители проекта «Mars One» были открыто названы мошенниками, выманивающими у людей деньги.